# Carlson Peak
Der Carlson Peak ist ein 1290 m hoher Berg an der Orville-Küste des westantarktischen Ellsworthlands. Er ragt als einer der Bean Peaks in den Hauberg Mountains auf.
Der United States Geological Survey kartierte ihn anhand eigener Vermessungen und mittels Luftaufnahmen der United States Navy zwischen 1961 und 1967. Das Advisory Committee on Antarctic Names benannte den Berg 1968 nach Paul R. Carlson, Meteorologe auf der Byrd-Station zwischen 1965 und 1966.